# 城ヶ崎海岸

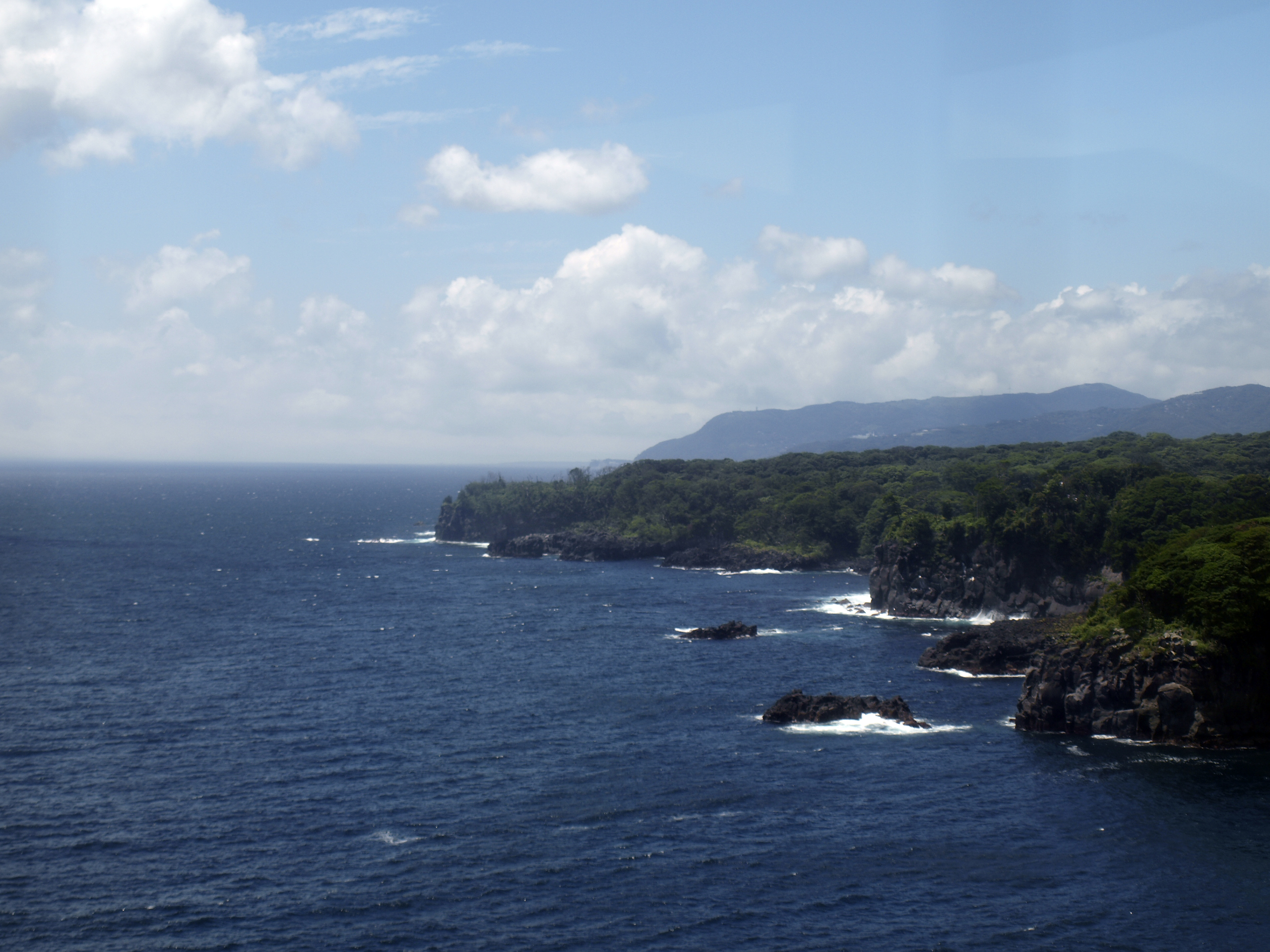
門脇埼灯台から見た城ヶ崎海岸

城ヶ崎海岸（じょうがさきかいがん）は、静岡県伊東市の南東に位置する海岸である。富士箱根伊豆国立公園の指定を受けている。

## 概要

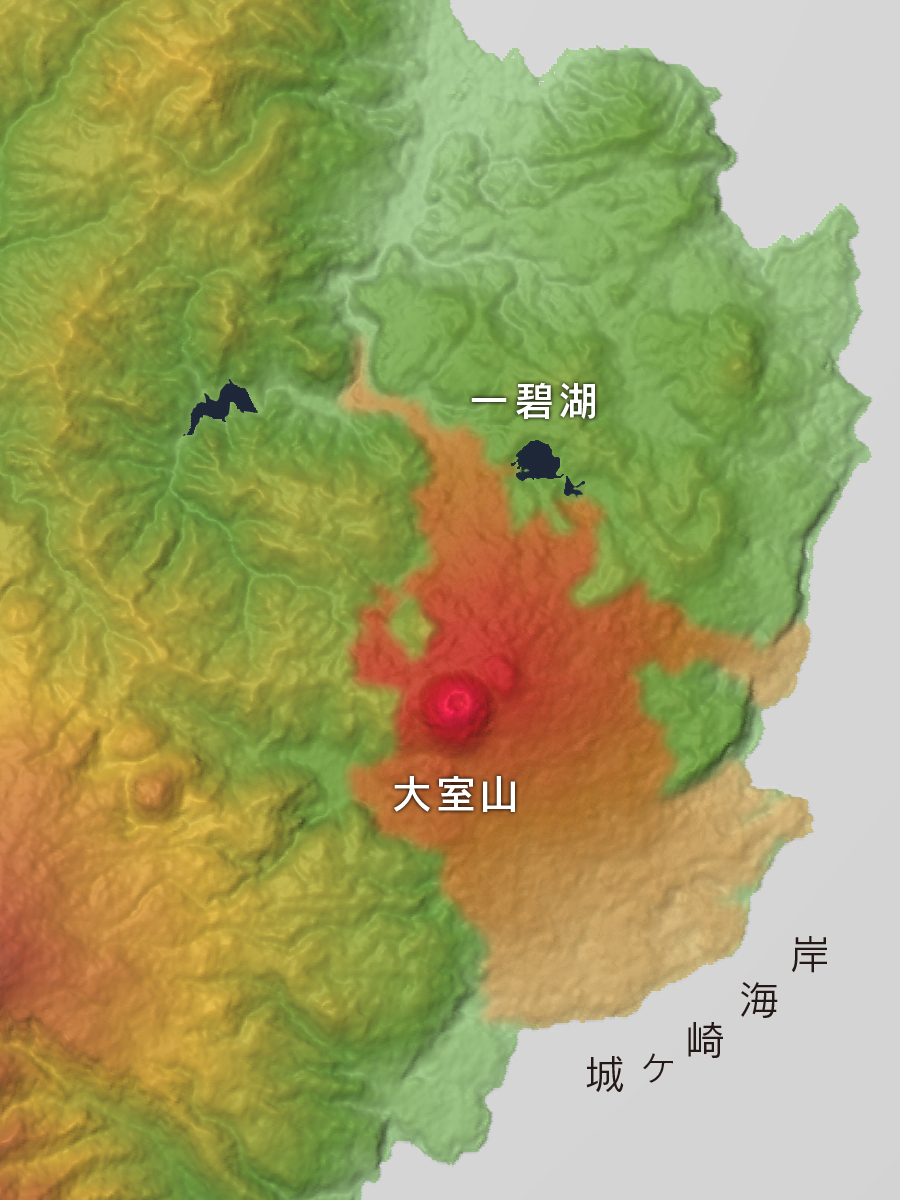
城ヶ崎海岸と大室山の溶岩流

伊豆半島中部の東岸に位置し相模灘に面した断崖であり、海岸の大部分が荒々しく小さな岬と入り江が連続する。これは、伊豆東部火山群の主に大室山ができた約4000年前の噴火で溶岩が流れ、海岸線を2km近く埋め立てたことによって形成された。
この特異な風景を目当てに観光客が訪れ、伊豆半島東岸でも訪問客の多いスポットである。門脇埼灯台や門脇吊橋の付近が、最も賑やかなで、至近には主となる駐車場（有料）が整備されている。海岸には「城ヶ崎ピクニカルコース」と「城ヶ崎自然研究路」の、合わせて全長9kmの遊歩道が整備されている。

## 主な名所・施設
- 門脇吊橋 - 長さ48ｍ、高さ23ｍの吊橋。1968年に伊東市が設置した。1982年に大改修を行ったが、老朽化により耐久力が低下し、1997年に全面架け替えとなった[3]。
- 門脇埼灯台 - 展望台を兼ねている。
- 富戸漁港 - 海洋生物が豊富な相模灘に面しており、スクーバダイビングの有名なスポットである。夏場はアオリイカの産卵を観察することもできる他、マッコウクジラやカマイルカや海鳥等を観察するホエールウォッチング船が出港する[4]。
- 富戸の魚見小屋 - ボラ漁のために使われた見張り小屋。静岡県有形民俗文化財。未来に残したい漁業漁村の歴史文化財産百選。
- 俎岩（まないたいわ）・日蓮岬
- 橋立吊橋
- 伊豆海洋公園
- 蓮着寺 - 鎌倉幕府によって伊豆に配流された日蓮に関係する寺。日蓮は海上の俎岩に置き去りにされた。日本最大のヤマモモがある。

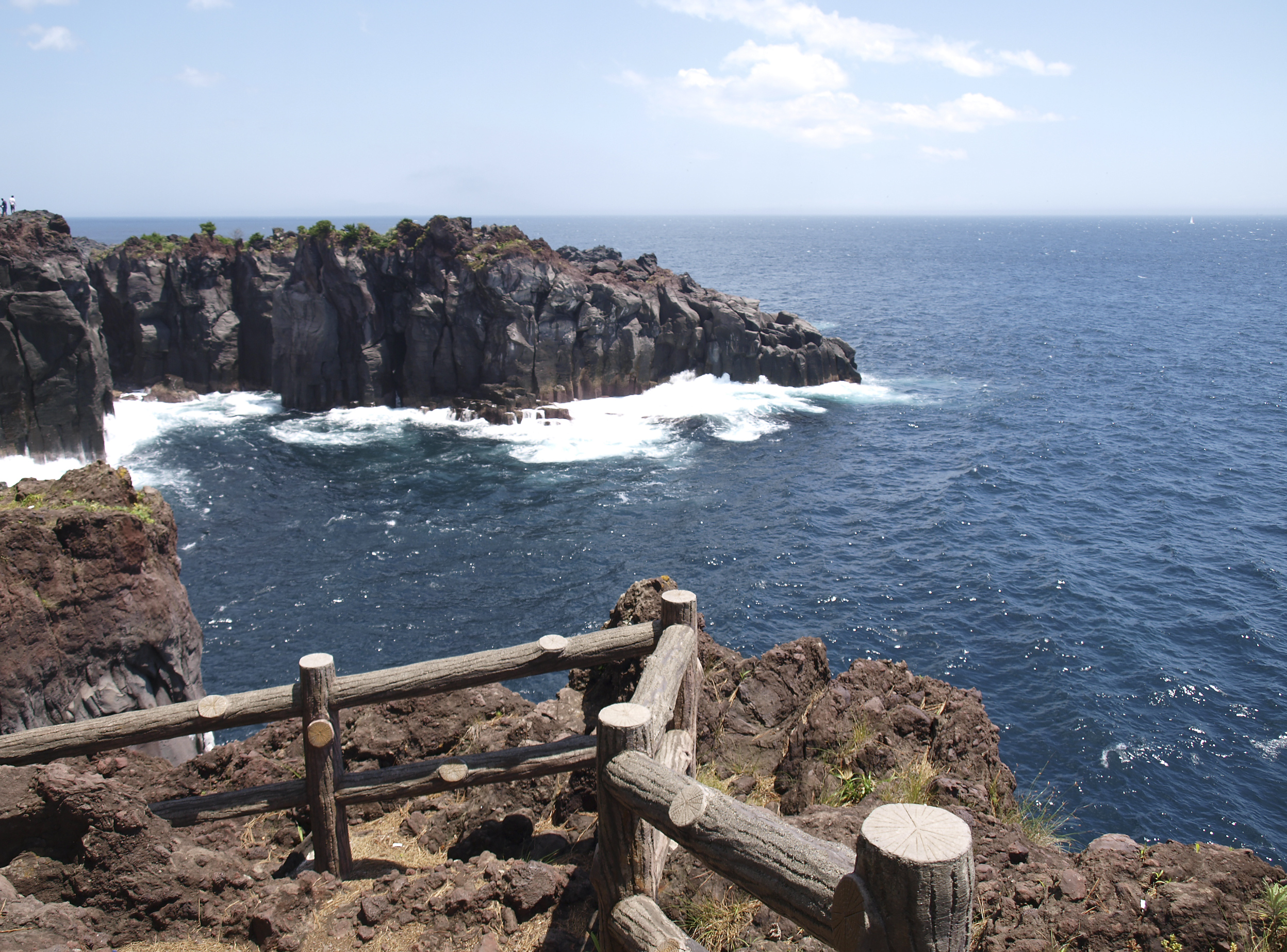
門脇吊橋の至近から
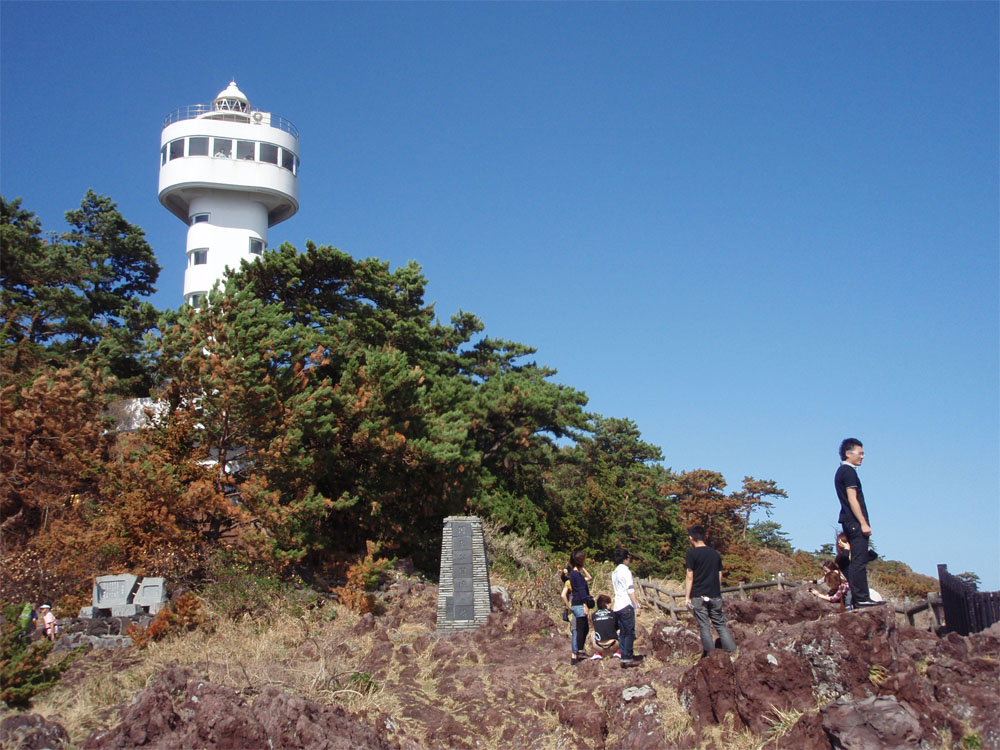
門脇埼灯台
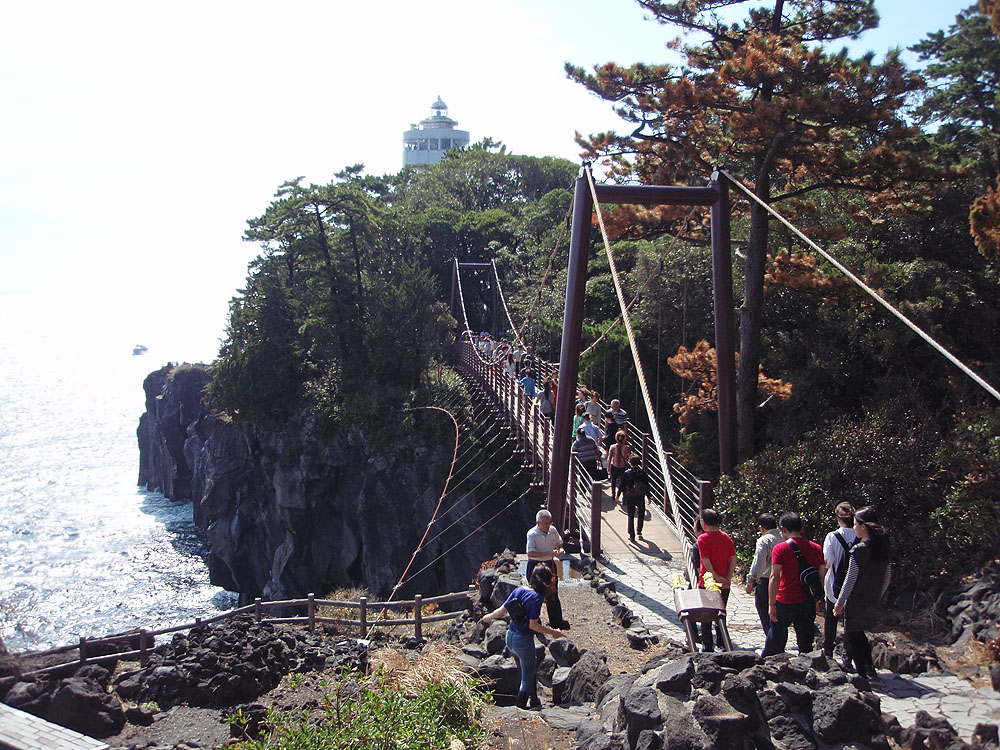
門脇吊橋 後ろに門脇埼灯台
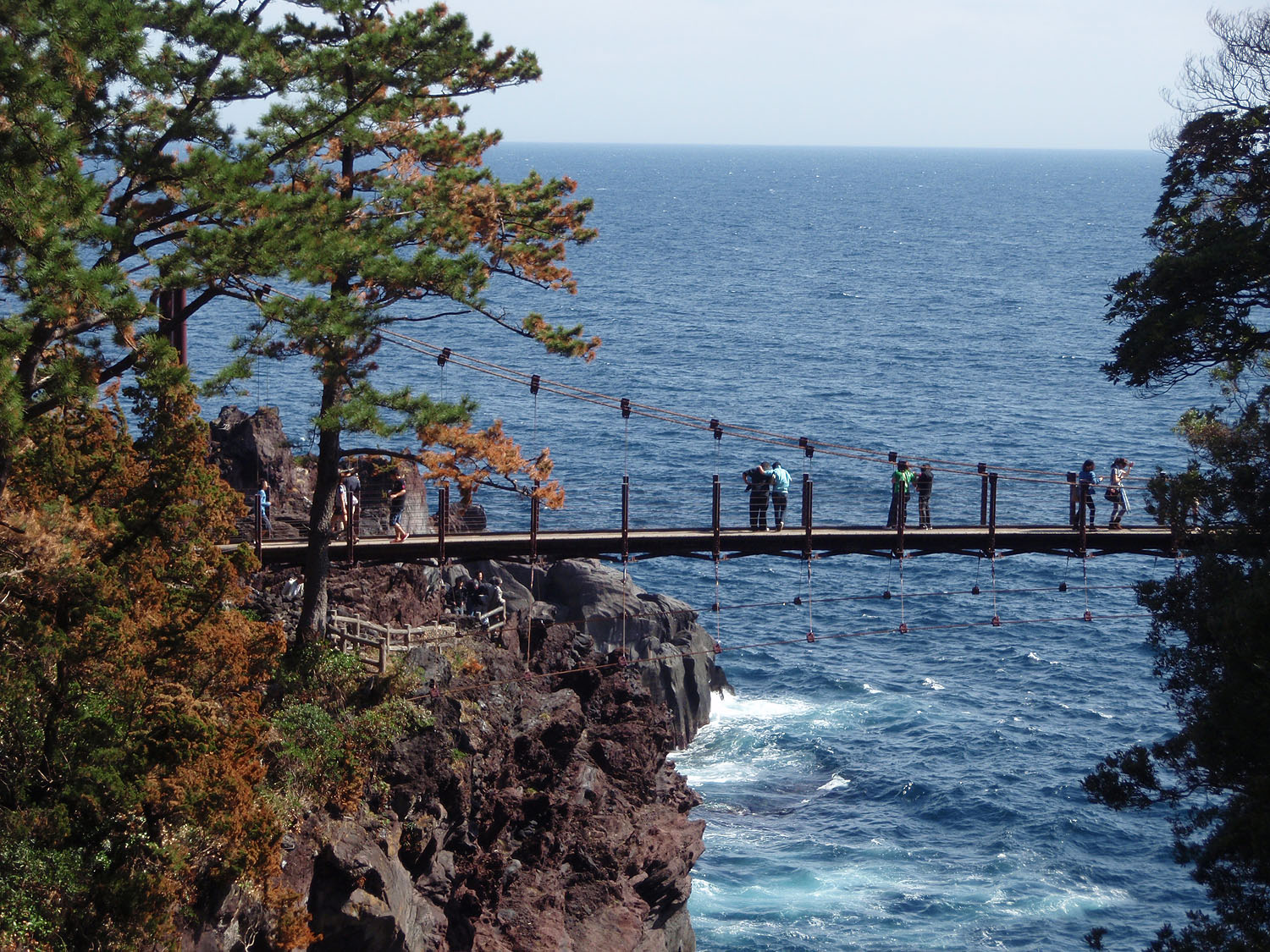
門脇吊橋
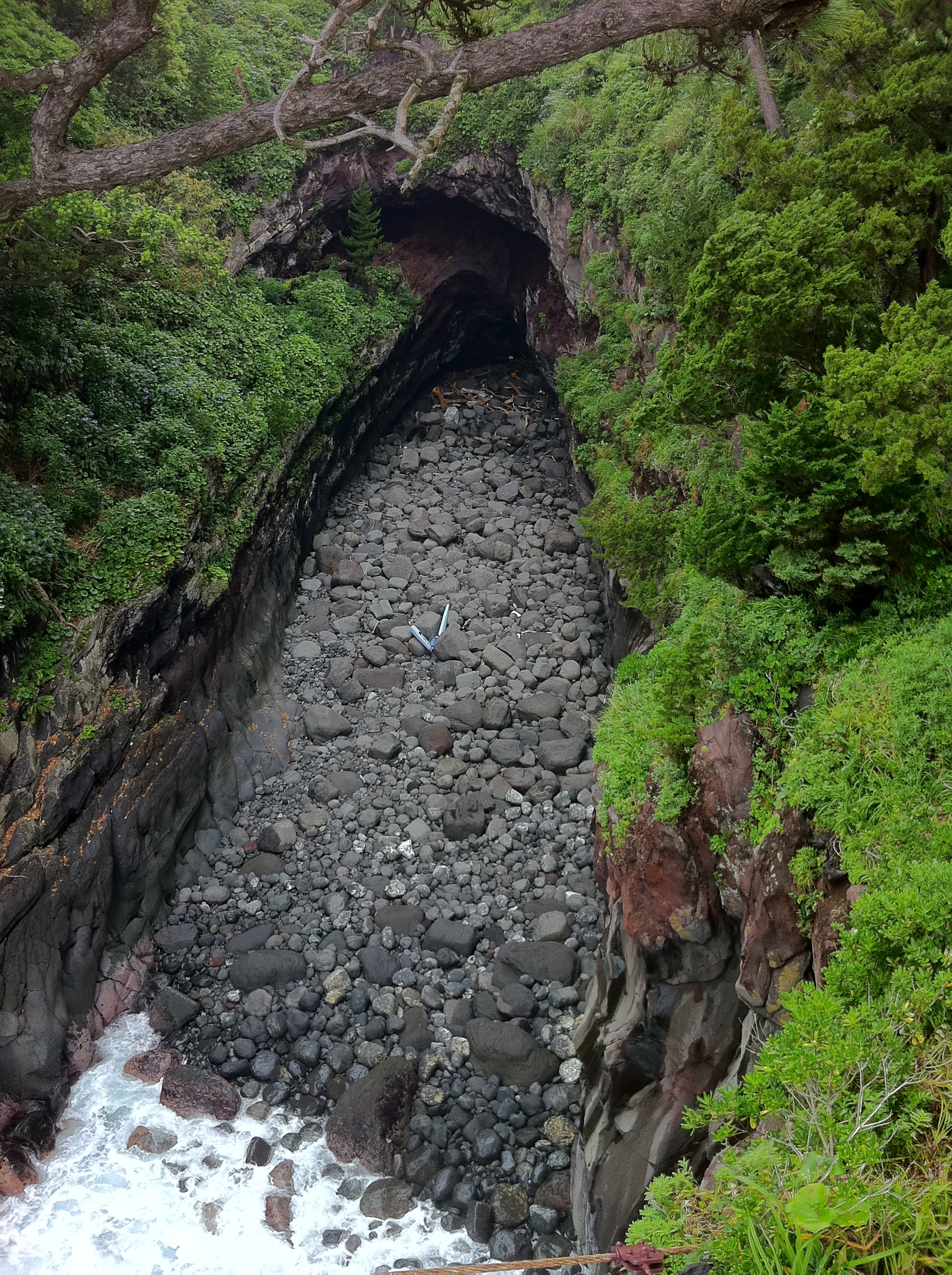
門脇吊橋から眼下を望む
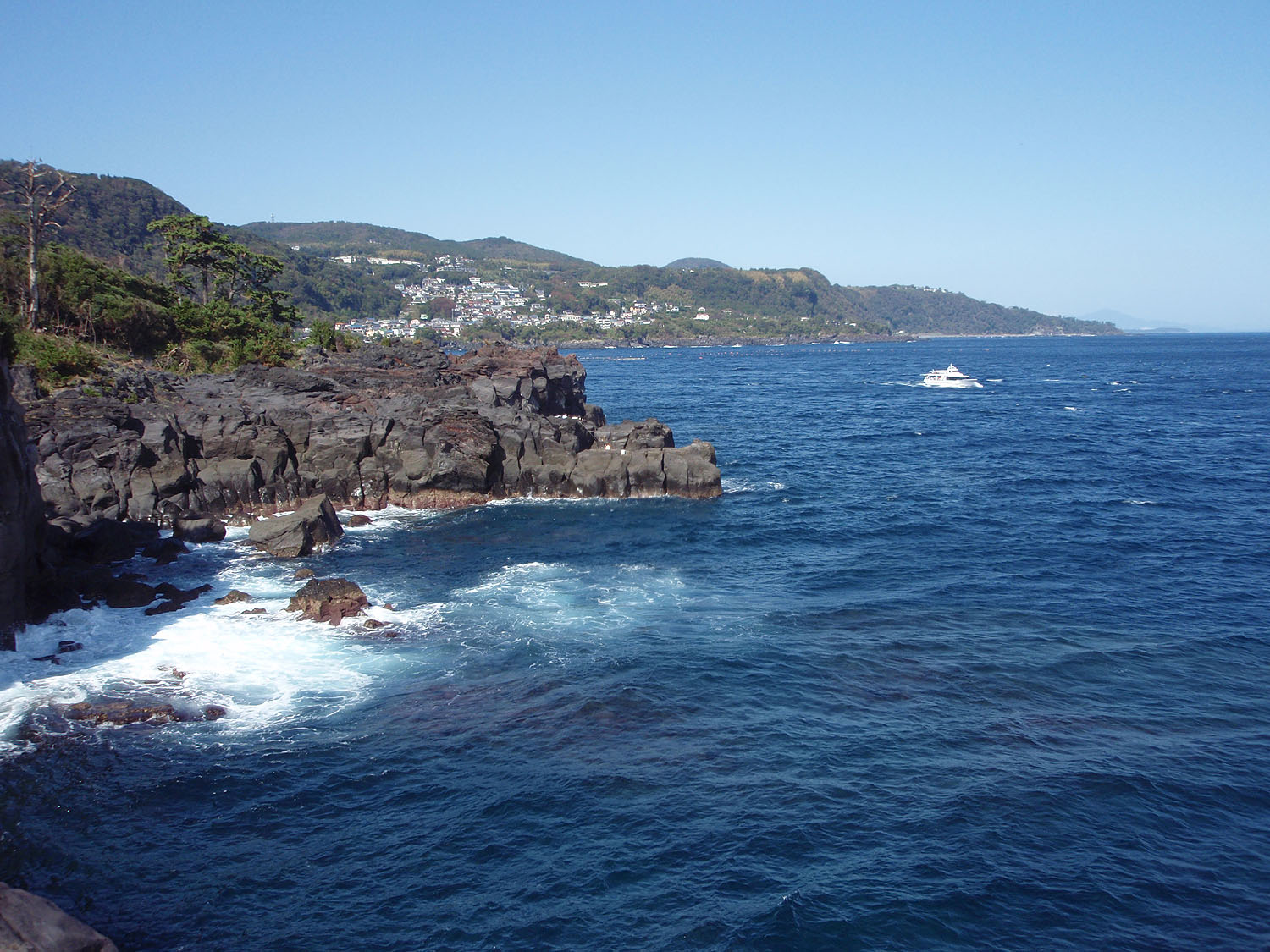
門脇吊橋付近から北を望む
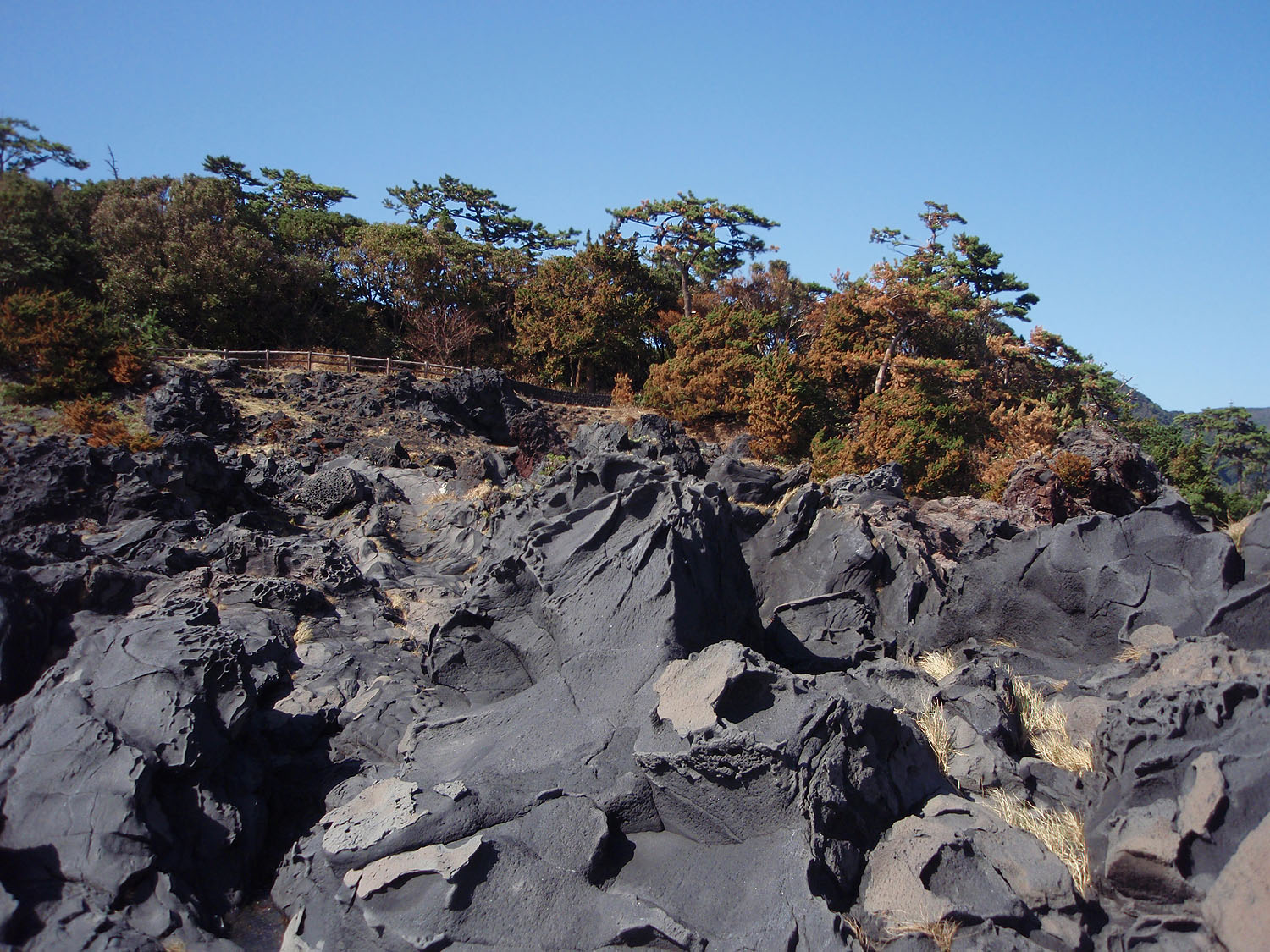
荒々しい溶岩が露出する
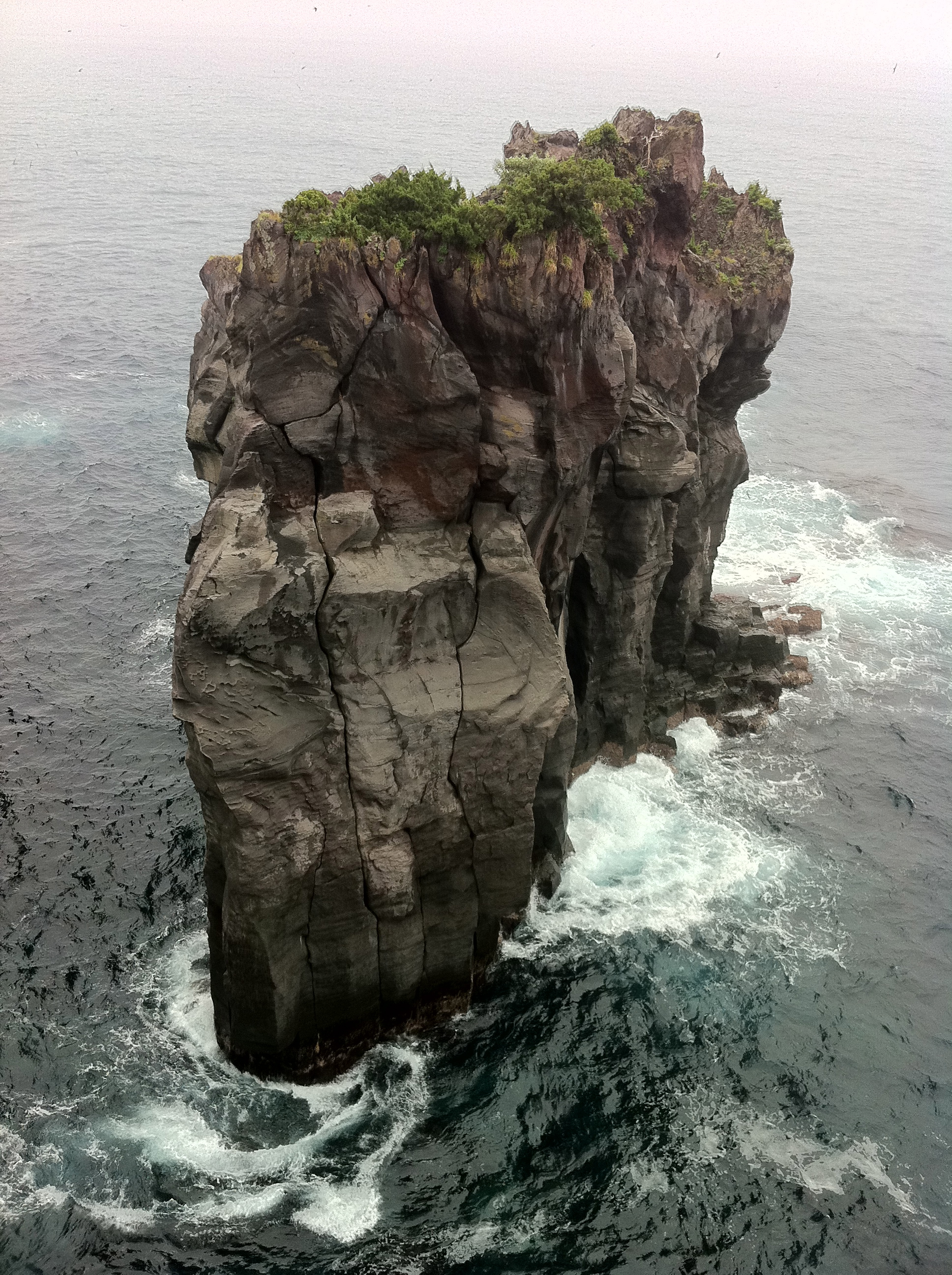
孤立した岩場がアマツバメの営巣地に

## 事件・事故
朝日新聞が、海上保安庁と河川財団から2013年から2022年に発生した約1万件の事故データの提供を受けて分析した結果、城ヶ崎海岸で17人の犠牲者がでており、日本全国の中でも水難事故の犠牲者が多いことがわかった。
第3管区海上保安本部によれば、伊豆半島において、2013年から2022年の10年間、ダイビングをしている中で、城ケ崎海岸で4人、沼津市の大瀬崎で5人、伊東市の八幡野で3人の計12人が死亡・不明になっている。

## その他
海岸には昭和歌謡の作詞家として知られる星野哲郎が、歌のモチーフとしてたびたび城ヶ崎を使ったため現地には歌碑がいくつか置かれている。なお、1968年の「城ヶ崎ブルース」は、門脇つり橋とピクニカルコースの完成に合わせ、観光協会がレコード会社に歌の制作を依頼し、星野哲郎が作詞し、伊東市出身の関野幾生が作曲したもの。